# Chemin de fer d’Anvers à Gand par Saint-Nicolas et Lokeren
Die Chemin de fer d’Anvers à Gand par Saint-Nicolas et Lokeren (AG) war eine belgische Eisenbahngesellschaft, die 1845 gegründet wurde. Sie baute und betrieb die Eisenbahnstrecke zwischen den Städten Antwerpen (Französisch: Anvers) und Gent (Französisch: Gand) über Saint-Nicolas und Lokeren mit rund 50 km Länge.

## Geschichte

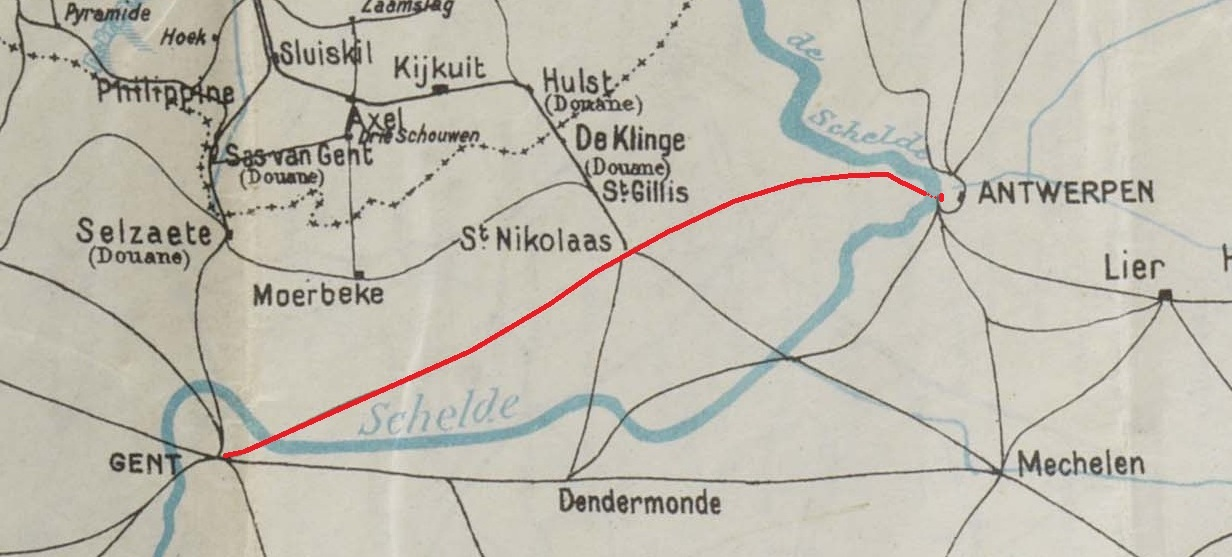
Streckenverlauf

Am 16. November 1842 erteilte der König der Belgier Leopold I. die erste Konzession für eine Eisenbahnlinie für den öffentlichen Verkehr in Belgien an den Ingenieur Gustave De Ridder aus Sint-Niklaas, der einige Jahre zuvor in Zusammenarbeit mit dem Ingenieur Pierre Simons die erste Eisenbahnlinie auf dem Kontinent zwischen Brüssel und Mechelen gebaut hatte.
De Ridder entschied sich aufgrund rein wirtschaftlicher Erwägungen gegen die sonst in Belgien verwendete Normalspurweite von 1435 mm. Trotz der günstigen Gestaltung des durchaus ebenen Geländes der vorwiegend dem Personenverkehr dienenden rund 50 km langen Eisenbahnstrecke wählte De Ridder stattdessen eine Spurweite von 1151 mm, um die Anlage- und Betriebskosten zu vermindern. Sie war damals die erste schmalspurige Dampfeisenbahn in Europa. Diese Spurweite ist fast einmalig, lediglich die spanische Bergwerksbahn Sestao–Galdames verwendete mit 1150 mm fast das identische Maß.

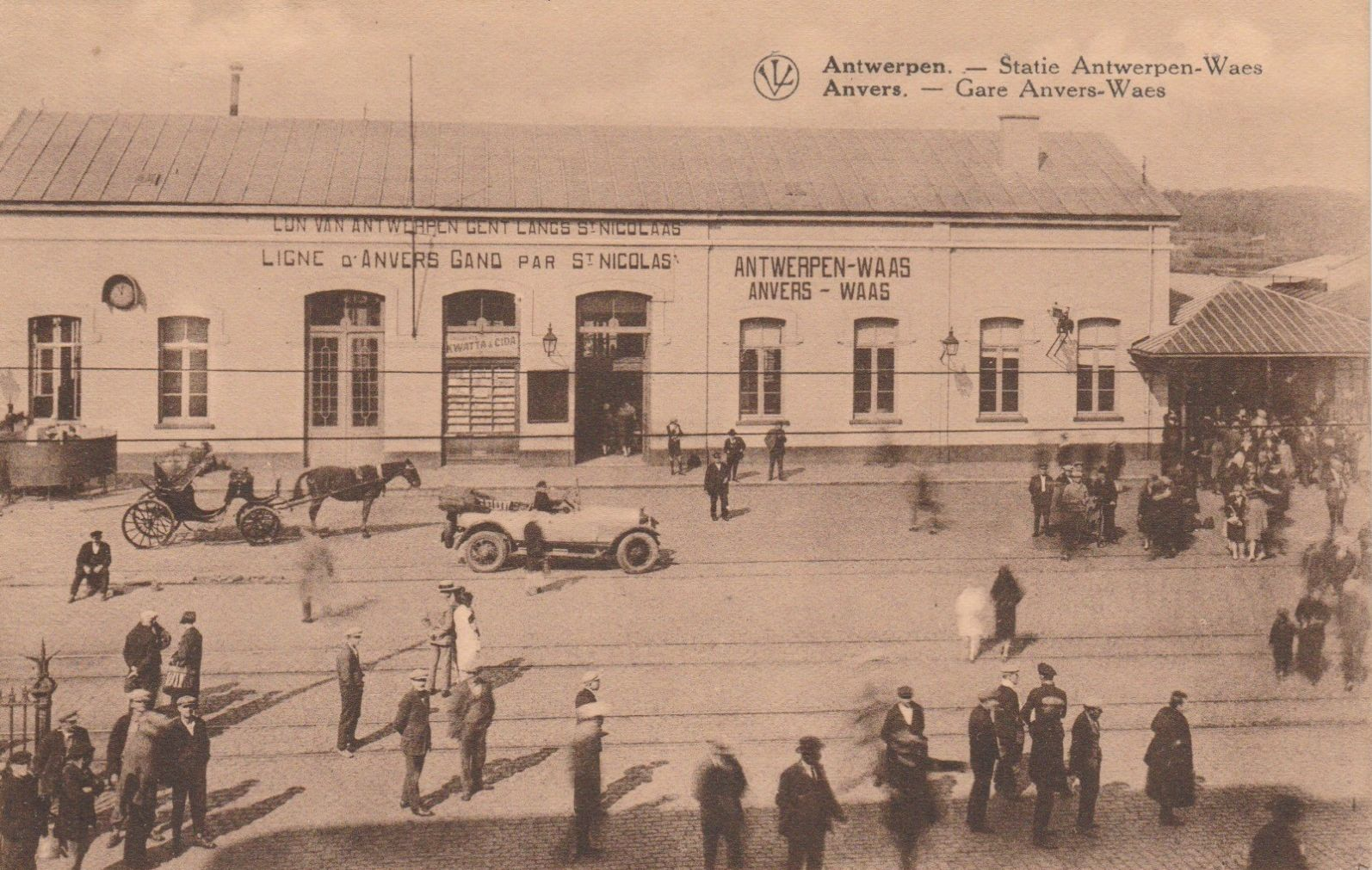
Bahnhof Antwerpen (Waes)

Ganz mit eigenen Mitteln baute er dann die 18 km lange Strecke von Sint-Niklaas nach Vlaams Hoofd – heute Teil Antwerpens – und nahm am 6. November 1844 um 10 Uhr morgens den Betrieb mit einer von ihm entwickelten Lokomotive und einigen Personen- und Güterwagen auf. Am 31. März 1845 gründete De Ridder zusammen mit dem Baron Édouard Prisse die Société anonyme de chemin de fer d’Anvers à Gand par Saint-Nicolas et Lokeren. Die Strecke nach Gent wurde fertiggestellt und der Bestand an Fahrzeugen weiter ausgebaut. Die komplette Strecke wurde am 9. August 1847 auf ihrer gesamten Länge in Betrieb genommen. Zur Eröffnung gab es bereits Bahnhöfe in Antwerpen Vlaams Hoofd, Beveren, Sint-Niklaas, Lokeren, Beervelde und Gand. Ab 1849 hielten die Züge auch in Zwijndrecht, Nieuwkerken-Waas und Sinaai (heute ein Stadtteil von Sint-Niklaas) und ab 1864 in Lochristi.
Um vom Bahnhof Vlaams Hoofd nach Antwerpen selber zu kommen, mussten Reisende die Schelde mit Dampfschiffen überqueren. Güter wurden mit Segel- oder Ruderbooten weiterbefördert. Der von De Ridder betriebene Dampffährdienst endete am rechten Ufer der Schelde an einem von ihm selbst entworfenen Bahnhof mit dem Namen Antwerpen (Waes). Dort gab es jedoch keinerlei Gleisanlagen.
Auch wenn die Bahnstrecke von Anfang an profitabel war, stellte sich jedoch die schmale Spur als Nachteil heraus, da deswegen der Anschluss an das restliche belgische Eisenbahnnetz unmöglich war. Ab 1873 erwog das Unternehmen die Umstellung auf Normalspur, verband diese Investition jedoch mit dem Ziel einer Verlängerung über die Schelde zum Bahnhof in Antwerpen. 1875 begannen die Verhandlungen mit der belgischen Regierung, doch die Pläne für eine Brücke oder einen Tunnel wurden letztendlich auf Eis gelegt.
Am 27. Juni 1897 übernahmen die Belgischen Staatsbahnen per königlichem Erlass die Konzession für die Strecke mit der gesamten Ausrüstung. Diese spurten ab 1. Juli 1898 die ganze Strecke auf die Normalspurweite von 1435 mm um. Aus ihr wurde die Bahnstrecke Antwerpen–Gent (auch Linie 59 genannt).

## Fahrzeuge

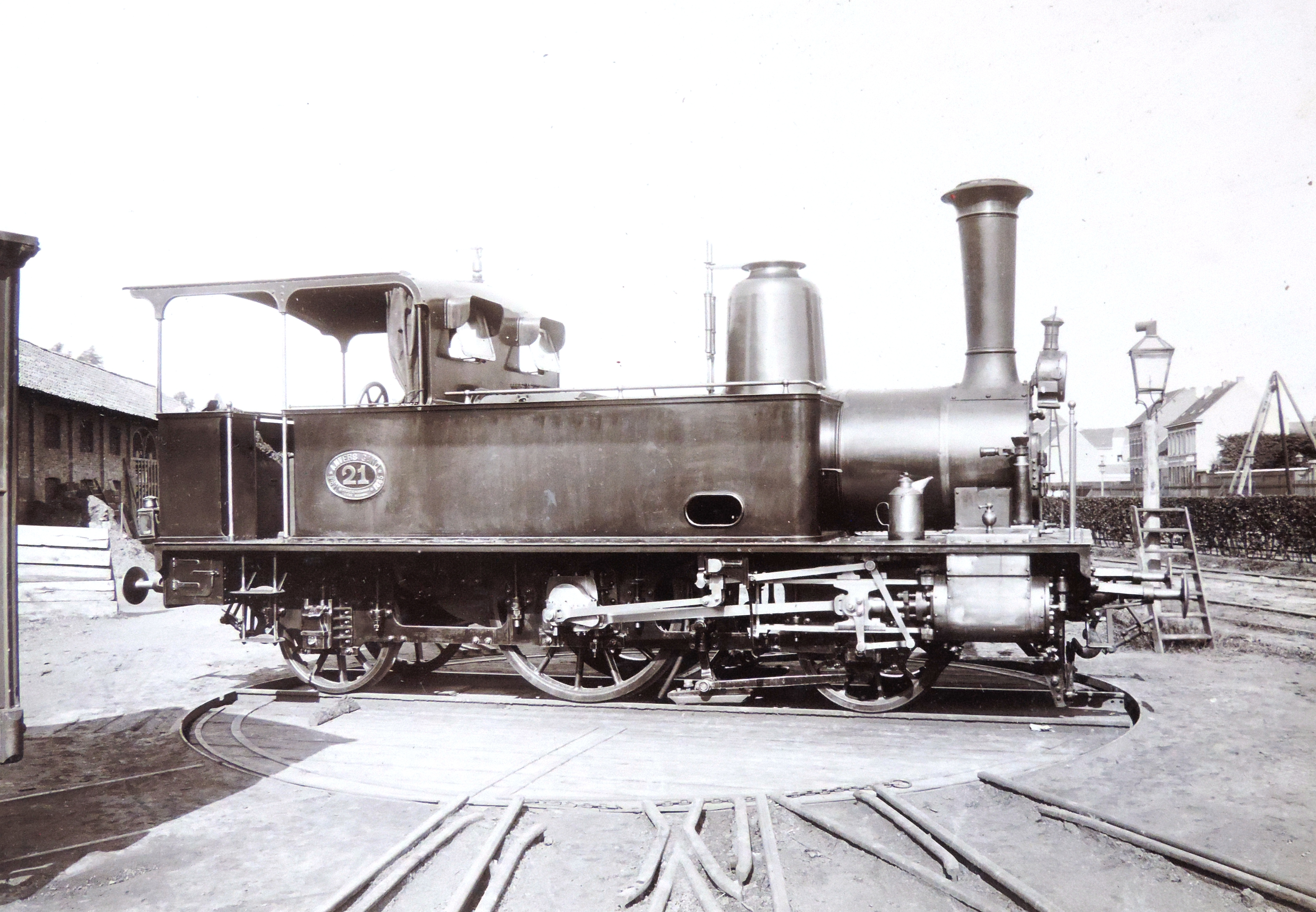
Lokomotive Nr. 21

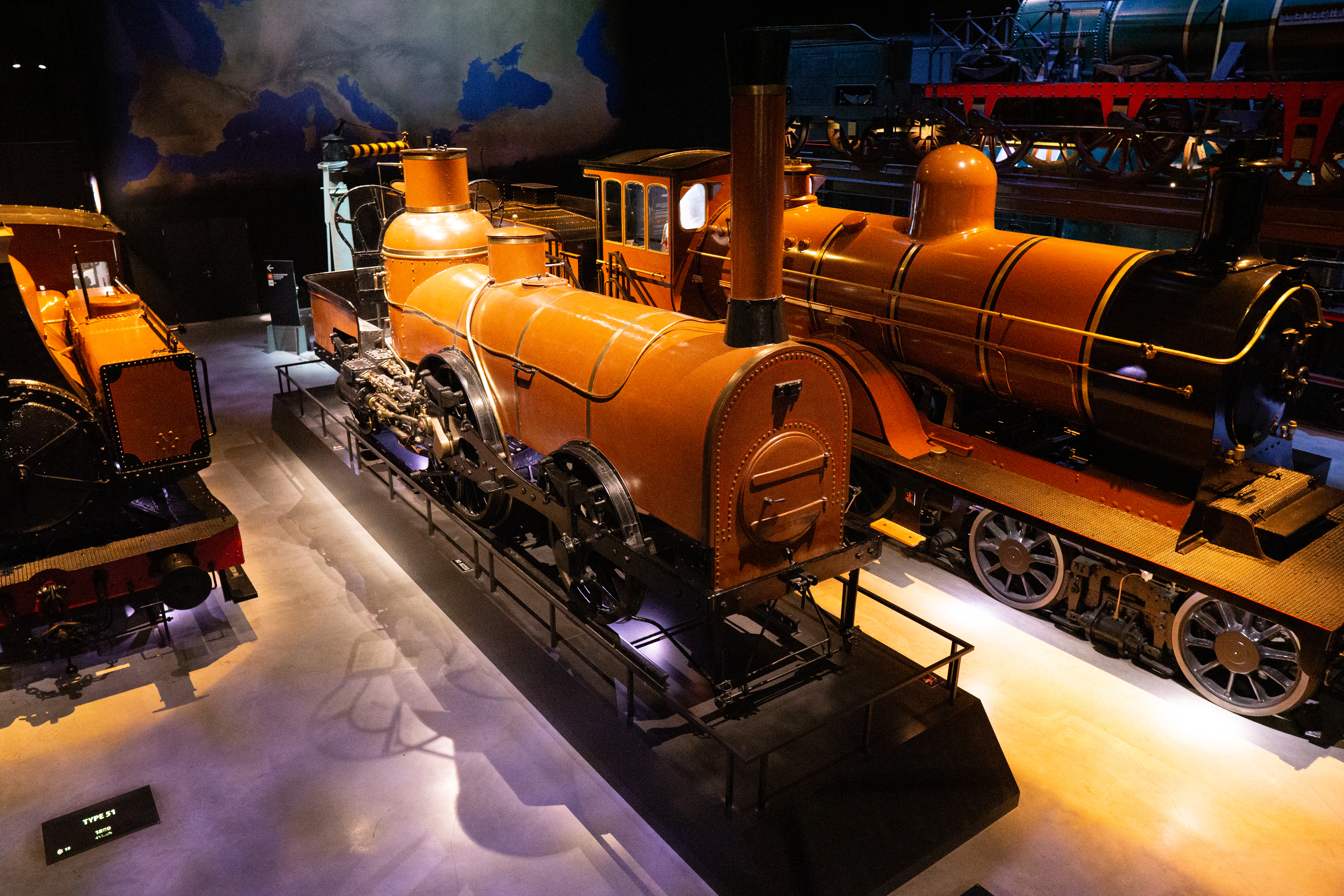
Lokomotive Nr. 2 „Pays de Waes“ im Museum Train World in Brüssel

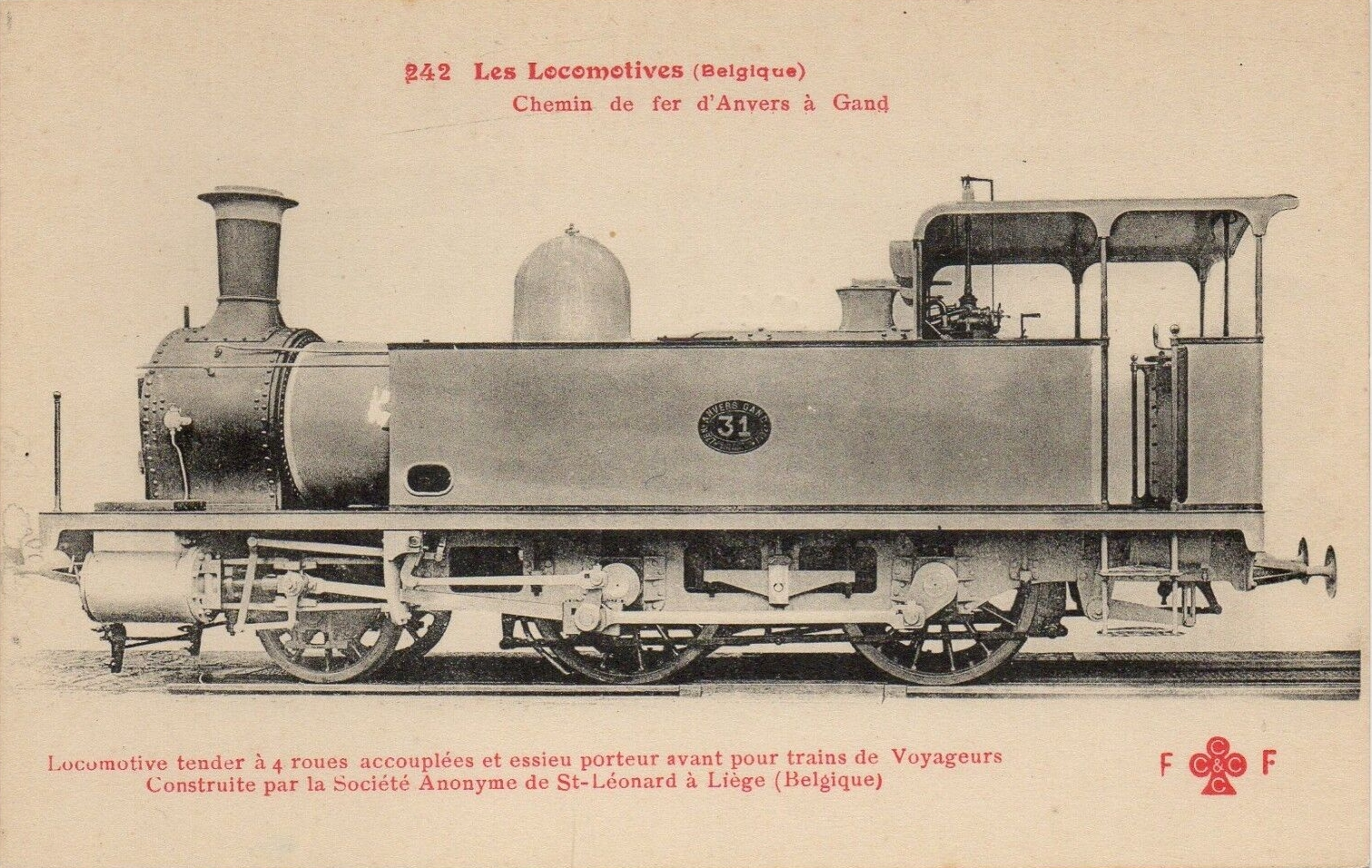
Lokomotive Nr. 31

Nicht nur die Spurweite, auch das eingesetzte Rollmaterial war anders als bei anderen Eisenbahnen zur damaligen Zeit üblich. Die von De Ridder persönlich entworfenen Lokomotiven besaßen einen Wassertank mit hufeisenförmigem Querschnitt, der über dem zylindrischen Kessel und der Rauchkammer platziert war. Diese ersten Lokomotiven wurden anfangs mit Rohkohle betrieben, ab 1853 mit Briketts. Trotz der schmalen Spurweite hatten die Eisenbahnwagen die gleiche Breite wie die Wagen der Belgischen Staatsbahnen. Dazu war es notwendig den Schwerpunkt so tief wie möglich abzusenken um die Stabilität der Wagen zu erhöhen. Der Wagenboden war nur 800 mm über der Schienenoberkante, die Räder der Wagen waren dafür mit 1100 mm Durchmesser wesentlich größer als bei Wagen der Normalspurweite. Güterwagen konnten mit 5 t beladen werden. Nur Flachwagen hatten kleinere Räder und dafür eine Höhe über Schienenoberkante von 950 mm.
1862 bestand der Fuhrpark aus 9 Lokomotiven, 32 Personenwagen und 67 Güterwagen. Bis zum 1. Januar 1882 erhöhte sich der Bestand auf 10 Dampflokomotiven, 52 Personenwagen, 6 Gepäckwagen und 97 Güterwagen. Die Eisenbahnwagen wurden alle in den bahneigenen Werkstätten der Gesellschaft gefertigt. Es ist anzunehmen, dass nach 1936 keine neuen Personenwagen mehr gebaut wurden, da in einem Reiseführer aus dem Jahr 1891 der Hinweis zu finden ist „Die Wagen der Bahn lassen viel zu wünschen übrig.“ (H. T. Luks: Belgien und Holland: Praktisches Handbuch für Reisende)
Zwischen 1844 und 1892 ließ das Unternehmen insgesamt 21 Dampflokomotiven bauen. Zum Einsatz kamen nur Tenderlokomotiven. Sie waren smaragdgrün lackiert und hatten schwarze und zinnoberrote Zierstreifen.
| Nummer | Hersteller                 | Baujahr   | Achsfolge | Anmerkungen                   |
| ------ | -------------------------- | --------- | --------- | ----------------------------- |
| 1–9*   | Atelier du Renard, Brüssel | 1844–1846 | 1A1       | Nr. 2 „Pays de Waes“ erhalten |
| 10–14  | Société de Saint-Léonard   | 1880–1885 | 1B        |                               |
| 20–24  | Société de Saint-Léonard   | 1885      | 1A1       |                               |
| 30–31  | Société de Saint-Léonard   | 1892      | 1B        | 1899 auf Normalspur umgebaut  |

* Die ersten neun Lokomotiven hatten Namen: La Flandre, Pays de Waes, Richaet, P. Verheyen, Anvers, Gand, Saint-Nicolas, Lokeren und Beveren
Nach der Übernahme durch die Belgischen Staatsbahnen wurden nur die beiden 1892 bei der Société de Saint-Léonard gebauten Lokomotiven (Nr. 30 und 31) für Normalspur umgebaut. Alle anderen Lokomotiven und Wagen wurden verschrottet. Die 1845 gebaute Lokomotive „Pays de Waes“ ist jedoch erhalten geblieben und steht heute im Museum Train World in Brüssel. Sie ist damit das einzige Überbleibsel dieser exotischen Spurweite und zugleich die älteste erhaltene Dampflokomotive des Kontinents.